# Äbyl Sułtanbekow
Äbyl Sułtanbekow (ur. 16 lipca 1970) – kazachski zapaśnik w stylu wolnym. Zajął jedenaste miejsce na mistrzostwach świata w 1997. Złoty medal na igrzyskach centralnej Azji w 1999. Srebro na mistrzostwach Azji w 1999 roku.